# Fußball-Weltmeisterschaft 2010/Uruguay

## Qualifikation
Die Mannschaft qualifizierte sich über die Qualifikationsspiele des südamerikanischen Fußballverbandes CONMEBOL für die Weltmeisterschaft in Südafrika.
Alle zehn Mannschaften, die dem südamerikanischen Verband CONMEBOL angehörten, spielten in einer einzigen Gruppenphase mit Hin- und Rückspiel gegeneinander, wobei sich insgesamt 18 Begegnungen ergaben. Die vier bestplatzierten Teams qualifizierten sich direkt für die Endrunde der Weltmeisterschaft 2010. Uruguay erkämpfte sich als Fünftplatzierter der CONMEBOL gegen den Vierten der CONCACAF-Qualifikation Costa Rica mit einem Gesamtergebnis von 2:1 aus Hin- und Rückspiel den letzten Startplatz in der WM-Endrunde.

### Gruppenphase
13. Oktober 2007:
Uruguay – Bolivien 5:0 (2:0)
17. Oktober 2007:
Paraguay – Uruguay 1:0 (1:0)
18. November 2007:
Uruguay – Chile 2:2 (1:0)
21. November 2007:
Brasilien – Uruguay 2:1 (1:1)
14. Juni 2008:
Uruguay – Venezuela 1:1 (1:0)
17. Juni 2008:
Uruguay – Peru 6:0 (2:0)
6. September 2008:
Kolumbien – Uruguay 0:1 (0:1)
10. September 2008:
Uruguay – Ecuador 0:0
11. Oktober 2008:
Argentinien – Uruguay 2:1 (2:1)
14. Oktober 2008:
Bolivien – Uruguay 2:2 (2:0)
28. März 2009:
Uruguay – Paraguay 2:0 (1:0)
1. April 2009:
Chile – Uruguay 0:0
6. Juni 2009:
Uruguay – Brasilien 0:4 (0:2)
10. Juni 2009:
Venezuela – Uruguay 2:2 (1:0)
5. September 2009:
Peru – Uruguay 1:0 (0:0)
9. September 2009:
Uruguay – Kolumbien 3:1 (1:0)
10. Oktober 2009:
Ecuador – Uruguay 1:2 (0:0)
14. Oktober 2009:
Uruguay – Argentinien 0:1 (0:0)

### Relegation
14. November 2009:
Costa Rica – Uruguay 0:1 (0:1)
18. November 2009:
Uruguay – Costa Rica 1:1 (0:0)

## Uruguayisches Aufgebot
Nationaltrainer Óscar Tabárez nominierte 26 Spieler in sein vorläufiges Aufgebot, aus diesem strich er am 29. Mai Jorge Andrés Martínez (Catania Calcio), Álvaro González (Nacional Montevideo) und Jorge Marcelo Rodríguez (CA River Plate Montevideo).
| Nr.               | Name                    | Verein vor WM-Beginn    | Geburtstag | Spiele   | Tore     |          |          |          |          |
| Torhüter          | Torhüter                | Torhüter                | Torhüter   | Torhüter | Torhüter | Torhüter | Torhüter | Torhüter | Torhüter |
| ----------------- | ----------------------- | ----------------------- | ---------- | -------- | -------- | -------- | -------- | -------- | -------- |
| 1                 | Fernando Muslera        | Lazio Rom               | 16.06.1986 | 7        | 0        | 0        | 0        | 0        |          |
| 12                | Juan Guillermo Castillo | Deportivo Cali          | 17.04.1978 | 0        | 0        | 0        | 0        | 0        |          |
| 23                | Martín Silva            | Defensor Sporting       | 25.03.1983 | 0        | 0        | 0        | 0        | 0        |          |
| Abwehrspieler     |                         |                         |            |          |          |          |          |          |          |
| 2                 | Diego Lugano            | Fenerbahçe Istanbul     | 02.11.1980 | 6        | 0        | 1        | 0        | 0        |          |
| 3                 | Diego Godín             | FC Villarreal           | 16.02.1986 | 5        | 0        | 0        | 0        | 0        |          |
| 4                 | Jorge Fucile            | FC Porto                | 19.11.1984 | 5        | 0        | 2        | 0        | 0        |          |
| 6                 | Mauricio Victorino      | CF Universidad de Chile | 11.10.1982 | 5        | 0        | 1        | 0        | 0        |          |
| 16                | Maxi Pereira            | Benfica Lissabon        | 08.06.1984 | 6        | 1        | 1        | 0        | 0        |          |
| 19                | Andrés Scotti           | CSD Colo-Colo           | 14.12.1975 | 2        | 0        | 0        | 0        | 0        |          |
| 22                | Martín Cáceres          | Juventus Turin          | 07.04.1987 | 2        | 0        | 1        | 0        | 0        |          |
| Mittelfeldspieler |                         |                         |            |          |          |          |          |          |          |
| 5                 | Walter Gargano          | SSC Neapel              | 23.07.1984 | 3        | 0        | 0        | 0        | 0        |          |
| 8                 | Sebastián Eguren        | AIK Solna               | 08.01.1981 | 1        | 0        | 0        | 0        | 0        |          |
| 11                | Álvaro Pereira          | FC Porto                | 28.11.1985 | 6        | 1        | 0        | 0        | 0        |          |
| 14                | Nicolás Lodeiro         | Ajax Amsterdam          | 21.03.1989 | 3        | 0        | 0        | 1        | 0        |          |
| 15                | Diego Pérez             | AS Monaco               | 18.05.1980 | 7        | 0        | 2        | 0        | 0        |          |
| 17                | Egidio Arévalo Ríos     | CA Peñarol              | 01.01.1982 | 7        | 0        | 1        | 0        | 0        |          |
| 18                | Ignacio González        | FC Valencia             | 14.05.1982 | 1        | 0        | 0        | 0        | 0        |          |
| 20                | Álvaro Fernández        | CF Universidad de Chile | 11.10.1985 | 4        | 0        | 0        | 0        | 0        |          |
| Stürmer           |                         |                         |            |          |          |          |          |          |          |
| 7                 | Edinson Cavani          | US Palermo              | 14.02.1987 | 6        | 1        | 0        | 0        | 0        |          |
| 9                 | Luis Suárez             | Ajax Amsterdam          | 24.01.1987 | 6        | 3        | 0        | 0        | 1        |          |
| 10                | Diego Forlán            | Atlético Madrid         | 19.05.1979 | 7        | 5        | 0        | 0        | 0        |          |
| 13                | Sebastián Abreu         | Botafogo FR             | 17.10.1976 | 4        | 0        | 0        | 0        | 0        |          |
| 21                | Sebastián Fernández     | CA Banfield             | 23.05.1985 | 2        | 0        | 0        | 0        | 0        |          |
| Trainer           |                         |                         |            |          |          |          |          |          |          |
|                   | Óscar Tabárez           |                         | 03.03.1947 |          |          |          |          |          |          |

## Vorrunde
| Rang | Land       | Tore | Punkte |
| ---- | ---------- | ---- | ------ |
| 1    | Uruguay    | 4:0  | 7      |
| 2    | Mexiko     | 3:2  | 4      |
| 3    | Südafrika  | 3:5  | 4      |
| 4    | Frankreich | 1:4  | 1      |

In der Vorrunde der Weltmeisterschaft 2010 in Südafrika traf die uruguayische Nationalmannschaft in der Gruppe A auf den Gastgeber Südafrika, Mexiko und Frankreich und qualifizierte sich souverän ohne Gegentor für die Endrunde.
- Freitag, 11. Juni 2010; 20:30 Uhr in Kapstadt
 Uruguay –  Frankreich 0:0

- Mittwoch, 16. Juni 2010; 20:30 Uhr in Tshwane/Pretoria
 Südafrika –  Uruguay 0:3 (0:1)

- Dienstag, 22. Juni 2010; 16:00 Uhr in Rustenburg
 Mexiko –  Uruguay 0:1 (0:1)

## Finalrunde

### Achtelfinale
- Samstag, 26. Juni 2010; 16:00 Uhr in Port Elizabeth
 Uruguay –  Südkorea 2:1 (1:0)

### Viertelfinale
- Freitag, 2. Juli 2010; 20:30 Uhr in Johannesburg (Soccer City)
 Uruguay –  Ghana 1:1 n. V. (1:1, 0:1), 4:2 i. E.

### Halbfinale
- Dienstag, 6. Juli 2010; 20:30 Uhr in Kapstadt
 Uruguay –  Niederlande 2:3 (1:1)

### Spiel um Platz 3
- Samstag, 10. Juli 2010; 20:30 Uhr in Port Elizabeth
 Uruguay –  Deutschland 2:3 (1:1)